# KamAZ-65201
Der KamAZ-65201 (russisch КамАЗ-65201) ist ein schwerer Lastwagen aus der Produktion des KAMAZ-Werks in Nabereschnyje Tschelny. Das vierachsige Fahrzeug basiert technisch auf dem KamAZ-6520 und ist oberhalb des älteren KamAZ-6540 angesiedelt, der eine geringere Nutzlast und ein kleineres Gesamtgewicht erreicht.

## Fahrzeugbeschreibung

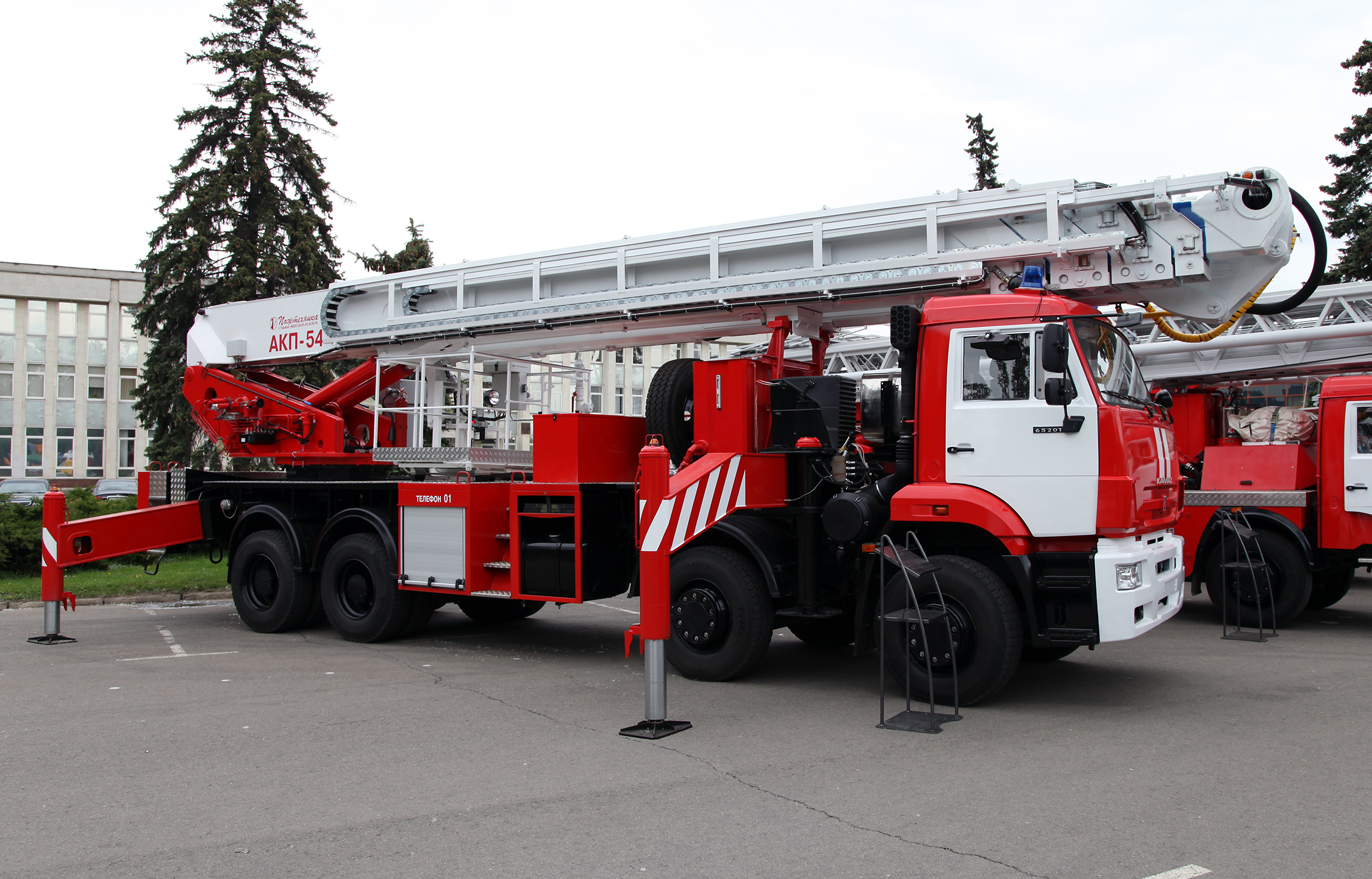
Drehleiter AKP-54 auf Basis des KamAZ-65201 (2013)

KAMAZ brachte bereits 1996 auf Basis des Dreiachsers KamAZ-65115 einen vierachsigen Lastwagen auf den Markt. Im Jahr 2002 wurde für den KamAZ-65115 mit dem KamAZ-6520 ein ebenfalls dreiachsiger Nachfolger entwickelt und gebaut. Auch auf dessen Basis entstand gleichzeitig wieder ein vierachsiges Fahrzeug, der KamAZ-65201.
Alle Versionen des KamAZ-65201 sind mit einem großvolumigen Viertakt-V8-Dieselmotor aus hauseigener Fertigung von KAMAZ ausgestattet. Das Triebwerk mit knapp zwölf Litern Hubraum leistet 400 PS (294 kW) und gibt ein maximales Drehmoment von knapp 1800 Nm ab. In früheren Baujahren wurde das gleiche Triebwerk mit einer Leistung von 360 PS (265 kW) verbaut. Das Getriebe wird vom deutschen Unternehmen ZF Friedrichshafen zugeliefert. Es handelt sich um ein von Hand zu schaltendes Sechzehnganggetriebe.
KAMAZ bietet mit Stand 2016 sechs unterschiedliche Versionen des Lastwagens an. Dabei handelt es sich um:
- KamAZ-65201-26012-73 – Version als Fahrgestell für eine Nutzlast von 30 Tonnen (ohne Aufbau).
- KamAZ-65201-21010-43 „Люкс“ – Modell als Kipper mit völlig überarbeiteter Kabine und minimal vergrößertem Radstand. Das Leergewicht liegt bei 15 Tonnen, die Zuladung bei 29 Tonnen und das technisch zulässige Gesamtgewicht bei 44 Tonnen.
- KamAZ-65201-26011-73 und KamAZ-65201-26013-73 – Modelle mit verkleinerter Kippmulde mit 16 Kubikmetern Fassungsvermögen und einer Zuladung von nur 19 Tonnen.
- KamAZ-65201-26010-73 und KamAZ-65201-26012-73 – Versionen mit einer 20-Kubikmeter-Mulde und einer Zuladung von 25,5 Tonnen.

Das jeweilige Gesamtgewicht von 41 beziehungsweise sogar 44 Tonnen versteht sich als technisch zulässig. In vielen Staaten gelten Gewichtsbeschränkungen für vierachsige Lastwagen, ebenso wie Beschränkungen der zulässigen Achslast. Seit 2016 gibt es mit dem KamAZ-65801 einen Nachfolger für das Fahrzeug.

## Technische Daten
Die hier aufgeführten Daten gelten für Kipper vom Typ KamAZ-65201, wie sie 2016 gefertigt wurden. Über die Bauzeit hinweg und aufgrund verschiedener Modifikationen an den Fahrzeugen können einzelne Werte leicht schwanken.
- Motor: Viertakt-V8-Dieselmotor
- Motortyp: KamAZ-740.73-400
- Leistung: 400 PS (294 kW)
- Hubraum: 11,76 l
- Bohrung: 120 mm
- Hub: 130 mm
- maximales Drehmoment: 1766 Nm
- Verdichtung: 17,9:1
- Abgasnorm: EURO 4
- Getriebe: manuelles Sechzehngang-Schaltgetriebe
- Getriebetyp: ZF 16S1825
- Kupplung: mechanische Einscheibenkupplung
- Höchstgeschwindigkeit: 90 km/h
- Tankinhalt: 210 l
- Bordspannung: 24 V
- Lichtmaschine: 28 V, 2000 W
- Batterie: 2 × 190 Ah, 12 V, in Reihe verschaltet
- Antriebsformel: 8×4

Abmessungen und Gewichte
- Länge: 9110 mm
- Breite: 2500 mm
- Höhe: 3060 mm
- Radstand: 1960 + 3000 + 1440 mm
- Wendekreis: 23 m
- maximal befahrbare Steigung: 25 %
- Inhalt der Kippmulde: 20 m³
- Kipprichtung: nach hinten
- maximaler Kippwinkel: 55°
- Innenabmessungen der Ladefläche: 5900 × 2300 ×1530 mm
- Leergewicht: 15.430 kg
- Zuladung: 25.500 kg
- zulässiges Gesamtgewicht: 41.000 kg
- Achslast vorne (Doppelachse): 15.000 kg
- Achslast hinten (Doppelachse): 26.000 kg
- Reifengröße: 315/80 R22.5